# Catedral de la Inmaculada Concepción (Albany)
La catedral de la Inmaculada Concepción (en inglés: Cathedral of the Immaculate Conception) es una iglesia católica cerca del distrito de Mansion en Albany, Nueva York, Estados Unidos. Construida en la década de 1850, es la iglesia madre de la Diócesis de Albany. En 1976 fue incluida en el Registro Nacional de Lugares Históricos.
Tiene importancia en la historia arquitectónica y eclesiástica. Diseñada por el arquitecto irlandés Patrick Keely para albergar la creciente población de inmigrantes católicos de Albany, es la segunda catedral más antigua del estado, después de la Catedral de San Patricio en la ciudad de Nueva York. Es también la tercera catedral católica más vieja en los Estados Unidos, y la primera catedral católica en Estados Unidos en el estilo arquitectónico neogótico. 
El interior cuenta con los vitrales originales, importados de Inglaterra, y adornos de las Estaciones de la Cruz. Cuando se terminó, era el edificio más alto de Albany. Ha recibido visitas de cardenales y líderes de otras religiones, incluyendo un arzobispo de Canterbury y las bodas de dos hijas de gobernadores católicos. En 1986 recibió el primer servicio de perdón entre católicos y judíos el Domingo de Ramos, un evento conmemorado con una escultura fuera del edificio. 

## Véase también

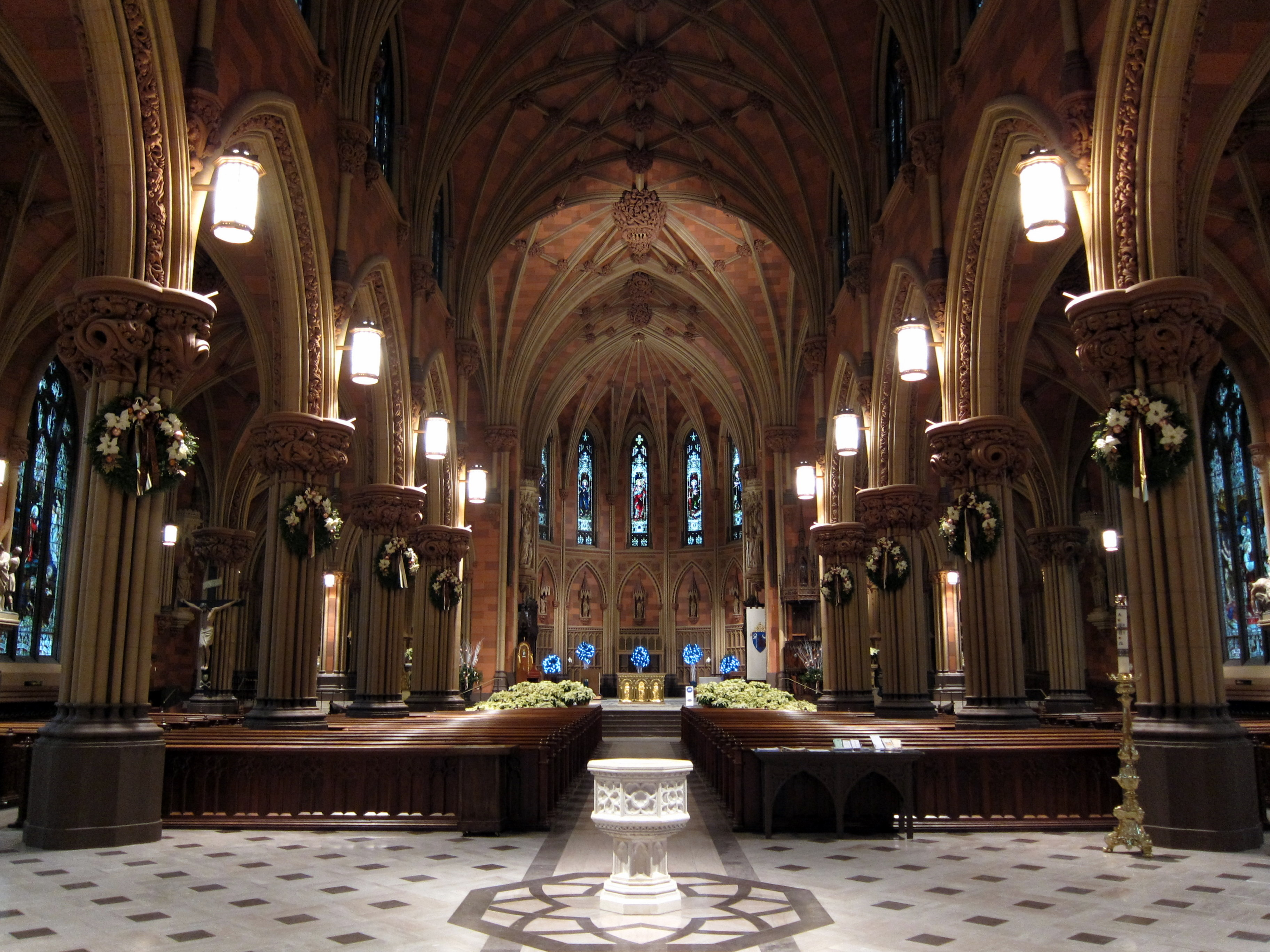
Vista interna